# 愛が地球救うんさ!だってでんぱ組.incはファミリーでしょ
『愛が地球救うんさ!だってでんぱ組.incはファミリーでしょ』（あいがちきゅうすくうんさ！だってでんぱぐみいんくはファミリーでしょ）は、日本の女性アイドルグループでんぱ組.incの6枚目のオリジナル・アルバム。2020年4月15日にMEME TOKYOから発売された。

## 概要
でんぱ組.incにとって前作のオリジナル・アルバム『ワレワレハデンパグミインクダ』から約1年3ヶ月振りの作品で、2019年1月7日に夢眠ねむが卒業して以降の6人体制では最初にリリースされたアルバムである。
「愛」や「ファミリー」がテーマ。生きる喜びを歌った「いのちのよろこび」を始めとして、当時15歳のシンガーソングライター諭吉佳作/menによる「形而上学的、魔法」、ニガミ17才による「生でんぱ」、古川未鈴の結婚発表を受けて制作された清 竜人による「私のことを愛してくれた沢山の人達へ」などを収録し、キャリアを重ねながらも更に新たな音楽性へと進化を遂げている。ビジュアル面ではギャルメイクや、1990'S原宿ストリートスナップ風のアー写でネットなどに巻き起こった話題も含め、アイドル界におけるエポックメイキングな活動の集大成となっている。
表題曲の「愛が地球救うんさ！だってでんぱ組.incはファミリーでしょ」は、2019年12月7日『でんぱ組.inc 幕張ジャンボリーコンサート 電波大宴会 幕張懐石 〜でんぱを添えて〜』公演にて初披露された。
2020年3月30日に公開された同曲のMVでは、内容がメンバーに明かされないまま撮影が始まり、様々なサプライズ演出が巻き起こる。
なお、MV中では2012年に発表された「キラキラチューン」のMV映像が一部使用されており、グループを脱退、卒業した最上もがと夢眠ねむが登場しているシーンがある。

## 収録曲
| #         | タイトル                                                   | 作詞          | 作曲          | 編曲          |       |
| --------- | ---------------------------------------------------------- | ------------- | ------------- | ------------- | ----- |
| 1.        | 「ファミリーワールド」                                     |               |               | 村カワ基成    |       |
| 2.        | 「愛が地球救うんさ！だってでんぱ組.incはファミリーでしょ」 | 前山田健一    | 浅野尚志      | 浅野尚志      |       |
| 3.        | 「子♡丑♡寅♡卯♡辰♡巳♡」                                     | 清 竜人       | 清 竜人       | 清 竜人       |       |
| 4.        | 「もしもし、インターネット」                               | 諭吉佳作/men  | 諭吉佳作/men  | 諭吉佳作/men  |       |
| 5.        | 「生でんぱ」                                               | 岩下優介      | ニガミ17才    | ニガミ17才    |       |
| 6.        | 「星降る引きこもりの夜」                                   | の子          | の子          | 浅野尚志      |       |
| 7.        | 「ボン・デ・フェスタ」                                     | 只野菜摘      | Tom-H@ck      | Tom-H@ck      |       |
| 8.        | 「桜が咲く頃に」                                           | Kai Takahashi | Kai Takahashi | Kai Takahashi |       |
| 9.        | 「形而上学的、魔法」                                       | 諭吉佳作/men  | 諭吉佳作/men  | KanadeYUK     |       |
| 10.       | 「私のことを愛してくれた沢山の人達へ」                     | 清 竜人       | 清 竜人       | 清 竜人       |       |
| 11.       | 「結婚してもMAMAになっても君は永遠にぼくのIDOL♡」          | 清 竜人       | 清 竜人       | 清 竜人       |       |
| 12.       | 「アイノカタチ」                                           | 玉屋2060％    | 玉屋2060%     | 玉屋2060%     |       |
| 13.       | 「秋の葉の原っぱで」                                       | 清 竜人       | 清 竜人       | 清 竜人       |       |
| 14.       | 「いのちのよろこび」                                       | 玉屋2060%     | 玉屋2060%     | 玉屋2060%     |       |
| 合計時間: | 合計時間:                                                  | 合計時間:     | 合計時間:     | 合計時間:     | 55:52 |

| #   | タイトル                                                                       | 作詞 | 作曲・編曲 | 監督       |
| --- | ------------------------------------------------------------------------------ | ---- | ---------- | ---------- |
| 1.  | 「いのちのよろこび」(MV)                                                       |      |            | 山崎連基   |
| 2.  | 「形而上学的、魔法」(MV)                                                       |      |            | YGQ        |
| 3.  | 「子♡丑♡寅♡卯♡辰♡巳♡」」(MV)                                                   |      |            | 大河臣     |
| 4.  | 「ボン・デ・フェスタ」(MV)                                                     |      |            | ZUMI       |
| 5.  | 「秋の葉の原っぱで」(MV)                                                       |      |            |            |
| 6.  | 「もしもし、インターネット」(MV)                                               |      |            | マルルーン |
| 7.  | 「愛が地球救うんさ！だってでんぱ組.incはファミリーでしょ」(MV)                 |      |            | 大河臣     |
| 8.  | 「アイノカタチ」(MV)                                                           |      |            | 森本敬大   |
| 9.  | 「愛が地球救うんさ！だってでんぱ組.incはファミリーでしょ」(MV メイキング映像)  |      |            |            |
| 10. | 「アイノカタチ」(MV メイキング映像)                                            |      |            |            |
| 11. | 「でんでんキャンプ」(Blu-ray〈超豪華初回限定盤〉のみディレクターズカット ver.) |      |            |            |

| #  | タイトル                            | 作詞         | 作曲         | 編曲         | 備考                           |
| -- | ----------------------------------- | ------------ | ------------ | ------------ | ------------------------------ |
| 1. | 「Me Me Me」(古川未鈴)              | つんく       | つんく       | 大久保薫     | Sound Produced by つんく♂      |
| 2. | 「アブノーマルQ」(相沢梨紗)         | wowaka       | wowaka       | wowaka       | 演奏：ヒトリエ                 |
| 3. | 「レジェンド･オブ･エイ」(成瀬瑛美)  | ふなっしー   | NARASAKI     | NARASAKI     | Guitar solo：薫（DIR EN GREY） |
| 4. | 「キミのハートは私のもの♡」(鹿目凛) | ぺろりん先生 | 板垣祐介     | 板垣祐介     |                                |
| 5. | 「群青エキスパンダ」(藤咲彩音)      | PandaBoY     | PandaBoY     | PandaBoY     |                                |
| 6. | 「ゆめをみる」(根本凪)              | 諭吉佳作/men | 諭吉佳作/men | 諭吉佳作/men |                                |